# Kleineberharts
Kleineberharts liegt am westlichen Gestade der Thaya. Das Dorf besteht aus eine längs der Thaya verlaufenden, beidseitig verbauten Straßenzeile, die an beiden Enden über eine rechtwinkelige Kurve verfügt, an der sich weitere Gebäude aufreihen.

## Geografie
Am gegenüberliegenden Ufer der Thaya befindet sich Vestenötting.

## Geschichte
Im Jahr 1822 wurde der Ort als Dorf mit 19 Häusern beschrieben, das nach Thaya eingepfarrt war, wohin auch die Kinder eingeschult wurden. Die Herrschaft Waidhofen besaß die Ortsobrigkeit, übte die Landgerichtsbarkeit aus und besorgte die Konskription. Die Untertanen und Grundholde des Ortes gehörten den Herrschaften Waidhofen, Wetzles und der Pfarre Thaya. Laut Adressbuch von Österreich waren im Jahr 1938 in der Ortsgemeinde Kleineberharts ein Gastwirt, ein Müller, ein Schuster, ein Zementwarenerzeuger und einige Landwirte ansässig.

## Bildungseinrichtungen
Im Ort befindet sich die Privatschule "Dorfschule Montessorihaus", die nach den Grundsätzen von Maria Montessori geführt wird. Die Schule mit permanentem Öffentlichkeitsrecht ist für Kinder von der 1. bis zur 12. Schulstufe, das Kinderhaus ist für Kinder von 3 bis 6 Jahren. Im Ort ansässig ist der Verein Spielräume, der Ausbildungen in der Erwachsenenbildung im Bereich der Montessoripädagogik anbietet.